# وطنی: سرزمین من
وطنی: سرزمین من (انگلیسی: Watani: My Homeland) فیلمی کوتاه در سبک مستند به کارگردانی مارسل متلسیفن است که در سال ۲۰۱۶ منتشر شد. فیلم خانواده‌ای را به تصویر می‌کشد که از جنگ داخلی سوریه گریخته‌اند و می‌خواهند زندگی تازه‌ای را در آلمان آغاز کنند.
این فیلم از میان ۶۱ فیلم کوتاه مستند، در میان ۱۰ فیلم برتر قرار گرفت و در نهایت، نامزد جایزه اسکار بهترین فیلم مستند از هشتاد و نهمین دوره جوایز اسکار شد.